# BS 1363
BS 1363 — британский стандарт, определяет наиболее распространённый тип бытовых вилок и розеток для переменного тока, используемых в Великобритании, на Кипре, в Республике Ирландии, Мальте, Малайзии, Сингапуре, Гонконге и многих бывших британских колониях. Из числа названных у Республики Ирландии, Малайзии и Сингапура имеются эквивалентные стандарты — IS 401 и 411, MS 589 и SS 145 соответственно. Стандарт был введён в 1946 году, вскоре после Второй мировой войны, как часть нового стандарта для электрической проводки в Соединённом Королевстве.
Законы торговых стандартов в Великобритании и Ирландии требуют, чтобы все обычные электротовары, продаваемые в любой из стран, снабжались вилкой BS 1363 / IS 401.
Другие типы вилок, используемые в тех же странах, включают IEC 309, используемую только в промышленных и некоторых уличных приборах, и BS 546, применяемую только в старых устройствах и специальных случаях, когда вилка BS 1363 либо непригодна, или когда сопрягаемость со стандартным множеством устройств нежелательна, например, когда лампы управляются выключателем/диммером.

## Происхождение

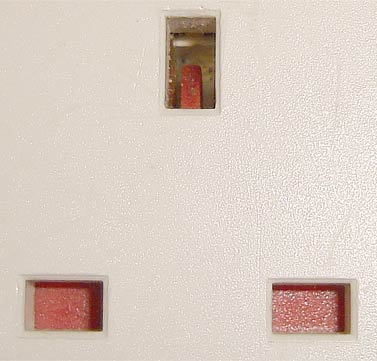
Электрическая розетка типа BS 1363. Обратите внимание на закрытые шторки (красные), блокирующие проникновение инородных объектов

Вилка такого стиля появилась в 1946 году, вскоре после Второй мировой войны. До того Британия использовала комбинацию из 5-амперной и 15-амперной розеток с круглыми контактами, каждая из которых независимо соединялась с распределительным щитом, и у каждой был свой предохранитель. Как результат больших потребностей военного времени Британия страдала от хронической нехватки меди. Впоследствии в результате действий противника была разрушена значительная часть домов. Британия была вынуждена быстро перестраивать заново жильё для своего населения и использовать при этом настолько мало меди, насколько возможно.
Решением была кольцевая проводка, при которой вместо подведения к каждой розетке индивидуальной линии кабель отходил от предохранителя или автоматического выключателя в распределительном щитке, последовательно проводился через цепочку розеток, затем возвращался обратно в распределительный щиток и повторно подключался к тому же предохранителю или автомату. Такая схема дала значительную экономию меди. Поскольку предохранитель или автомат был номинирован на максимальную силу тока, которую может выдержать кольцо (30 А или 32 А для автомата), требовалось, чтобы каждая вилка содержала свой собственный предохранитель, соответствующий соединённому с ней устройству. Сначала существовали конкурирующие конструкции вилки, но стандарт BS 1363 заменил собой все остальные.
Несмотря на то, что необходимость экономить медь уже давно отпала, кольцевая система оказалась настолько удачной, что Британия сохраняет её по сей день, даже в новых домах.
Изначально предохранители были доступны в номиналах 1, 2, 3, 5, 7, 10 и 13 ампер, но в 1960-е годы этот ряд сузился до 2 А (синий), 5 А (серый), 10 А (жёлтый) и 13 А (коричневый). Обычно вилки поставляются с предохранителем на 13 А, а домовладельцы не утруждали себя их заменой на более подобающий номинал. В итоге ряд был официально сужен до двух номиналов: 3 А (красный) и 13 А (коричневый). 5-амперные предохранители остались в свободном доступе, но помечены чёрным цветом (что означает не номинал 5 А, а просто неофициальное значение) и могут быть использованы для приборов, потребляющих большой ток при включении, но малый ток в статическом режиме (например, старые телевизоры с электронно-лучевой трубкой). Предохранители других номиналов остались доступными, хотя найти их очень сложно.

## Устройство

Внутренняя разводка. Нейтральный провод провисает больше, чем фазный, чтобы в случае выдёргивания кабеля фазный провод оторвался первым.
1 — планка, фиксирующая кабель;
2 — зажим для нейтрали;
3 — зажим для заземления;
4 — зажим для фазы;
5 — предохранитель

Вилка BS 1363 имеет два горизонтальных прямоугольных штыря для фазы (обычно называется «live», то есть «фазный») и нейтрали, а над ними - больший по размеру вертикальный штырь для заземления. В отличие от большинства других типов вилок, типу BS 1363 всегда необходим заземляющий штырь, поскольку при его вставке открываются шторки розетки для фазного и нейтрального контактов. Он также поляризует вилку, гарантируя правильное подключение фазы и нейтрали. Литые вилки для незаземлённых устройств с двойной изоляцией могут иметь вместо заземляющего контакта непроводящий пластиковый штырь для открытия шторок. Большая часть нестационарного бытового оборудования подключается вилками BS 1363. Исключение представляет оборудование, потребляющее ток силой более 13 А (например, большие электроплиты, которые подключаются неразъёмным способом), дистанционно управляемые переносные светильники (которые используют нестандартные патентованные вилки или вилки BS 546) и маломощные переносные устройства, такие как бритвы, которые можно использовать во многих странах. Многие ванные комнаты, в особенности в гостиницах, оснащены двухконтактными стандартными «розетками для бритв», принимающими как европейские, так и американские двухконтактные вилки.
Поскольку типичная британская проводка (в особенности кольцевая) может выдерживать гораздо большую силу тока, чем питающие шнуры многих устройств, вилки BS 1363 обязательно должны содержать предохранитель. Предохранители, изготавливаемые по стандарту BS 1362, обычно имеют номинальную рабочую силу тока 3, 5, 10 или 13 ампер. Максимальная нагрузка, которую можно подключить к розетке, потребляет ток силой 13 А; тройные и большие розетки оснащают предохранителем на 13 А того же типа, что и в вилках. Вилки и розетки спроектированы, чтобы выдерживать напряжение до 250 В с частотой 50 Гц.

### Шторки
Британские силовые розетки имеют шторки на фазном и нейтральном контактах для того, чтобы кто-нибудь не вставил в розетку инородный объект. Розетки многих производителей имеют шторки, открывающиеся только посредством заземляющего контакта. Он длиннее, чем остальные, и должен всегда присутствовать, хотя у устройств с двойной изоляцией может быть выполнен из пластмассы. Розетки, изготавливаемые MK, имеют собственную систему, требующую, чтобы фазный и нейтральный штыри правильных размеров вставлялись одновременно. В старых моделях розеток MK этого условия было достаточно, но текущие версии также требуют, чтобы был вставлен заземляющий штырь.
Требование к розеткам быть безопасными для детей и содержать шторки восходит к публикации комитета военного времени «Post War Building Study No. 11 — Electrical Installations» в январе 1944 года. За ней последовало принятие британского стандарта 1363 в 1947 году как результата данной инициативы.
Несмотря на встроенные шторки, крышки для розеток продаются и позиционируются как товар, предохраняющий детей от вставки предметов в розетки. К сожалению, большинство данных устройств можно вставить наоборот, открыть шторки и снизить тем самым безопасность, а не повысить её. Было продемонстрировано, что некоторые популярные типы на самом деле позволяют вставлять объекты, такие как скрепки, в угол питающего гнезда. В августе 2008 года была начата кампания FatallyFlawed.org.uk, чтобы повысить осведомлённость людей о данной проблеме и показать фотографические и видеодоказательства данной опасности.

### Изоляция контактов

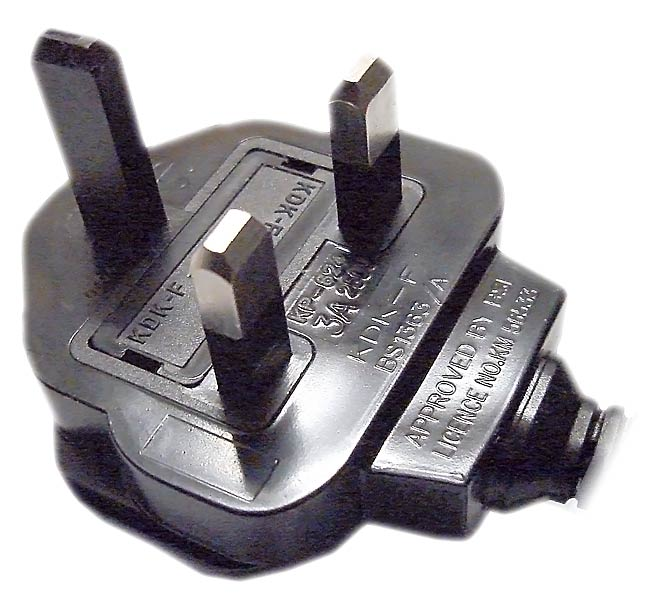
Электрическая вилка типа BS 1363 с холостым (пластиковым) заземляющим контактом и изоляцией на силовых контактах

Фазовый и нейтральный контакты современных вилок изолированы у основания, чтобы предотвратить контакт пальцев и металлических листов (например случайно попавших между розеткой и вилкой пластинок жалюзи) со штырями частично вынутой вилки.

### Размеры
У фазного и нейтрального контактов прямоугольное сечение 6,35 ± 0,13 мм шириной и 3,975 ± 0,075 мм высотой. Их длина - 17,7 ± 0,5 мм, а их центры отстоят на 11,115 ± 0,065 мм от плоскости симметрии вилки. Контакт защитного заземления расположен по центру симметрии, имеет длину 22,73 ± 0,5 мм и сечение 3,975 ± 0,075 мм в ширину на 7,925 ± 0,125 мм в высоту. Центры питающих контактов и заземляющего контакта отстоят друг от друга по вертикали на 22,23 ± 0,13 мм.
Размеры можно легко запомнить в исходных, имперских единицах, которые не упоминаются в текущем стандарте: 1/4 ± 0,005 дюйма в ширину на 5/32 ± 0,0025 дюйма в высоту и 0,695 ± 0,02 дюйма в длину. Контакты отстоят друг от друга на 7/8 ± 0,005 дюйма по горизонтали и на то же расстояние от по вертикали от заземляющего контакта, имеющего длину 0,895 ± 0,02 дюйма. Длины штырей были предположительно изначально 0,7 и 0,9 дюйма, с асимметричным допуском +0,005/−0,015.

### Другие меры безопасности
- Основание вилки расширяется возле контактов, чтобы снизить вероятность прикосновения к токоведущим штырям. В дальнейшем для этих же целей была внедрена изоляция основания штырей.
- Расширение в боковинах, чтобы избежать проскальзывания при извлечении вилки, а значит - соблазна просунуть палец под корпус вилки.
- Вилка поляризована для того, чтобы предохранитель располагался всегда на фазном проводе.
- Более длинный заземляющий контакт гарантирует, что заземление подключается раньше и отсоединяется позже питания.
- Заземляющий штырь толще токоведущих, чтобы невозможно было вставить его в фазное гнездо по ошибке.
- Вилка входит плотно и практически не может выпасть случайно.
- Провод входит в вилку всегда снизу, поэтому сложно отключить вилку, потянув за шнур (что может привести к быстрому его износу). Однако из-за этого шнур более чувствителен к сильным рывкам, например если кто-то споткнулся о провод.
- Каждый провод имеет свою длину и проложен в отдельном канале в корпусе вилки: фазный провод — самый короткий, а заземляющий — самый длинный. Благодаря этому обеспечивается правильный порядок отсоединения проводов в случае обрыва шнура.

## Предохранители

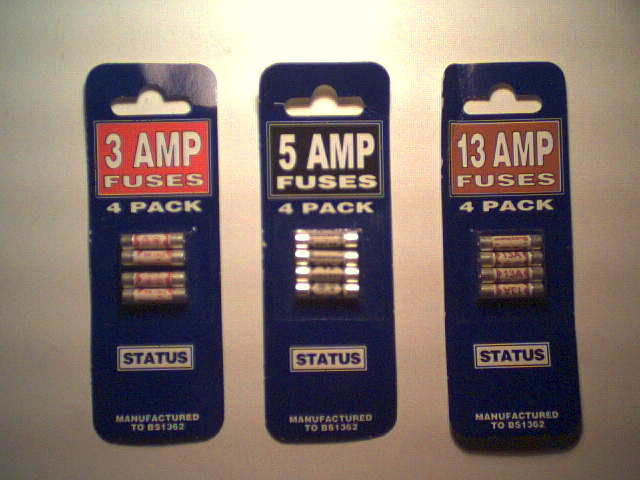
Предохранители BS 1362 для вилок BS 1363)

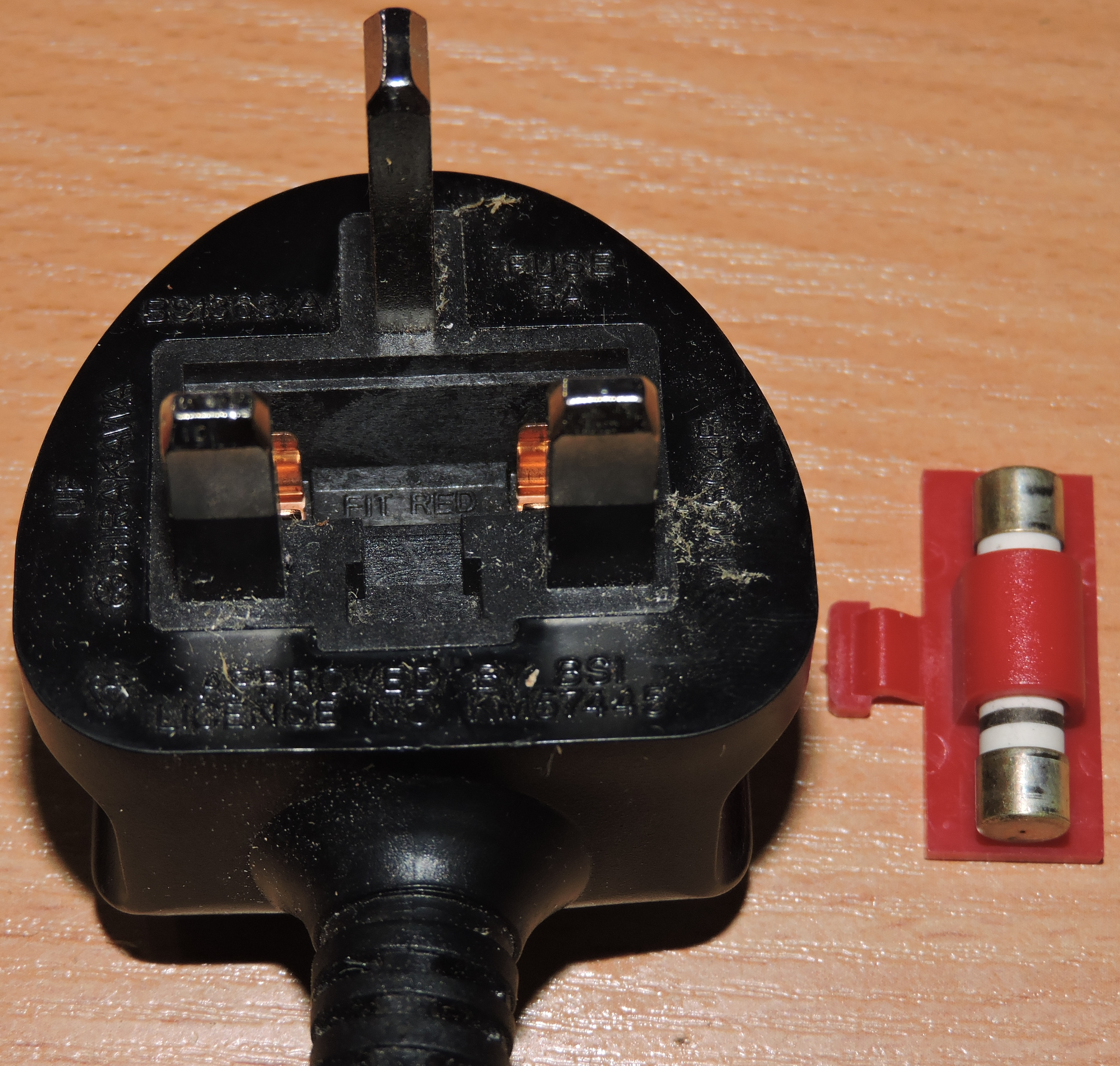
Вилка BS 1363 c гнездом предохранителя. Сам предохранитель вставлен в кольцо крышки, вставляемой в гнездо

Все вилки, за исключением некоторых вилок на энергетических установках, снабжены предохранителями. Это дополнение к предохранителям или автоматам в предохранительном или распределительном щитке.
До ввода в эксплуатацию 13-амперной вилки использовались вилки BS 546 на 2 А, 5 А и 15 А. При такой системе единственными предохранителями были те, что в щитке. 15-амперные розетки обычно подключались к выделенной 15-амперной ветви. 5-амперные розетки могли присутствовать в 15-амперной ветви по нескольку розеток или в выделенной 5-амперной ветви. 2-амперные розетки были обычно подключены в осветительную цепь, которая защищалась предохранителем на 5 А. Существовали переходники, позволявшие использовать 5-амперные вилки в 15-амперных розетках и 2-амперные вилки в 5-амперных розетках, поэтому было вполне реально увидеть прибор с малым сечением провода, защищённым одним лишь предохранителем на 15 А.
Когда укоренилась практика использования 30-амперной кольцевой проводки (для экономии меди и большей гибкости), посчитали небезопасным позволить подключать питающие провода устройств к силовой цепи без дополнительной защиты, и комбинации вилка/розетка пришлось оснастить предохранителем. Было решено разместить предохранитель в вилке и использовать новую конфигурацию вилки и розетки, чтобы нельзя было использовать старые вилки, не имеющие предохранителей.
Размещение предохранителя в вилке также позволяет соответствовать разным диапазонам номинальных токов и даёт отличную защиту тонким питающим шнурам. Это особенно важно для длинных тонких шнуров или для удлинителей, которые рассчитаны не на полные 13 А. Предохранители для держателей вилки BS 1363 должны соответствовать стандарту BS 1362. Эта спецификация описывает цилиндрический предохранитель с керамической оболочкой, наполненный песком, длиной 25,4 мм (1 дюйм), с двумя металлическими крышками на концах диаметром 6,3 мм (1/4 дюйма) и длиной 5,5 мм.
BS 1362 определяет время разрыва и токовые характеристики только для предохранителей на 3 А (помечены красным) и 13 А (помечены коричневым цветом). Примеры требуемого времени разрыва:
- Для предохранителей на 3 А: 0,02—80 с при 9 А, < 0,1 с при 20 А и < 0,03 с при 30 А.
- Для предохранителей на 13 А: 1—400 с при 30 А, 0,1—20 с при 50 А и 0,01—0,2 с при 100 А.

3-амперные предохранители предназначены главным образом для малых нагрузок (менее 750 Вт), таких как радио и освещение. 13-амперные предохранители предназначены для более мощных нагрузок (до 3,2 кВт), таких как обогрев и электродвигатели, работающие в тяжёлом режиме.
BS 1362 требует, чтобы предохранители любых других номиналов обозначались чёрным цветом. Также широко используются 5-амперные предохранители для средних нагрузок (до 1250 Вт), таких как домашние стационарные компьютеры и телевизоры. Предохранители номиналом 1, 2, 7 и 10 А также производятся, но используются редко (1-амперный, который можно найти в некоторых переходниках для бритвенных розеток, имеет длину 20 мм (BS 646), но его версии в стандарте BS 1362 не существует).
Предохранители механически совместимы; использование наиболее подходящего из них лежит целиком на совести производителя устройств или потребителя.
Сменные вилки BS 1363 всегда продаются с предохранителем, обычно на 13 А. Нужно сменить этот предохранитель на меньший номинал, если устройство или его питающий шнур потребуют этого. Вилки с меньшим номиналом предохранителя также продаются, но нечасто.

## Замена
Вилки для ручной разводки широко распространены. Они обычно снабжаются инструкцией, демонстрирующей рекомендуемые длины проводников. Вилки можно собрать/разобрать при помощи прямой или крестовой отвёртки. Современные вилки часто имеют винты, подходящие для обоих типов отвёрток, но винты зажимов для проводов внутри вилки обычно имеют прямой шлиц; крестовые и комбинированные головки чаще подходят к отвёрткам Позидрайв, нежели Phillips, но это варьируется от производителя к производителю. Многие современные устройства приходят с литыми вилками, имеющими сменные секции предохранителей (эти вилки можно легко удалить, только отрезав), с некоторыми исключениями, такими, как большинство ламп, имеющих нормальные вилки, разведённые вручную, с биркой на шнуре, где находятся инструкции по разводке.
Программа занятий по физике в средней школе в Англии и Уэльсе, Северной Ирландии, Шотландии, Ирландии и Гонконге включает процесс разводки вилок BS 1363, равно как и знакомство с кольцевой и радиальной (за исключением Гонконга) проводками.

## Совместимость

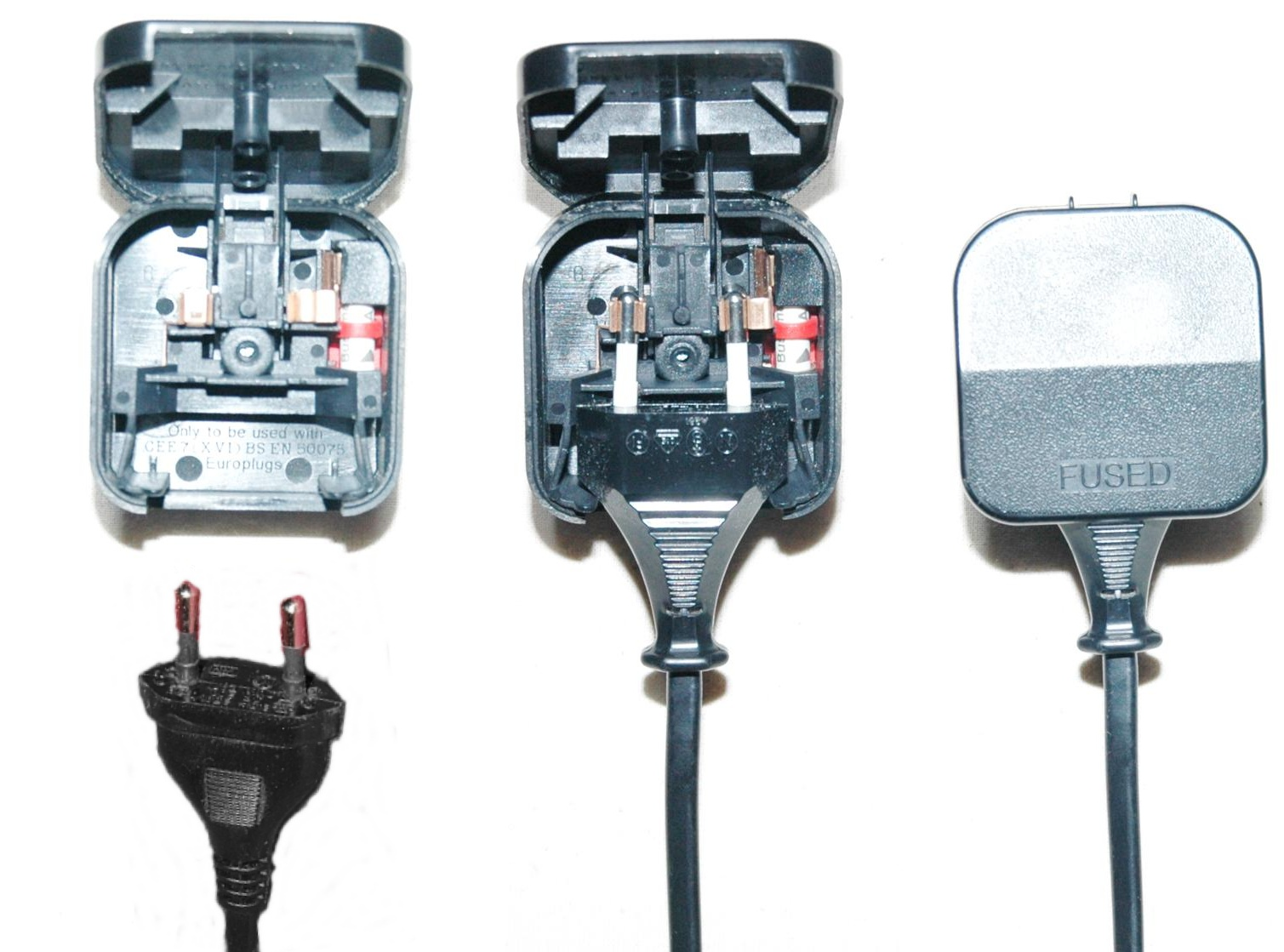
переходник на евровилку: пустой, со вставленной евровилкой и закрытый

Некоторые производители/распространители используют специальный тип вилки для подключения устройств класса 2 из континентальной Европы, снабжённых литыми евровилками. В отличие от переходников для путешествий эти вилки, когда закрыты, выглядят довольно похожими на нормальные вилки, хотя и немного более крупными и более квадратными. Внутри имеются две металлические клеммы, в которые зажимаются металлические окончания штырей евровилок. Корпус переходной вилки сделан так, чтобы фиксировать евровилку. Поворотная крышка затем закрывается, прикрывает контакты евровилки и завинчивается наглухо. У этих вилок вместо заземляющего контакта - пластмассовый штырь, есть предохранитель, доступный снаружи; некоторые корпуса снабжаются винтами, которые трудно открутить. Похожие переходники для других типов вилок на практике используются довольно редко.
Эти переходники обычно поставляются в уже установленном виде со всеми недавними продуктами класса 2 от Sony, имеющими вмонтированный провод (а не кабель IEC C7), продаваемыми на Британских островах вместо обычных литых вилок. Их можно рассматривать как меру по снижению стоимости за счёт применения одной и той же вилки для всех европейских рынков.

## Заимствование
BS 1363 в ходу не только на территории Соединённого Королевства и Ирландии, но и в Шри-Ланке, Бахрейне, ОАЭ, Катаре, Йемене, Омане, на Кипре, Мальте, Гибралтаре, Ботсване, Гане, Гонконге, Макао, Брунее, Малайзии, Сингапуре, Кении, Уганде, Нигерии, Ираке, Танзании и Зимбабве. BS 1363 также является стандартом в некоторых бывших британских колониях на Карибах, таких как Белиз, Доминика, Сент-Люсия, Сент-Винсент и Гренада. Он также используется в Саудовской Аравии в устройствах на 230 В, хотя более распространены устройства на 110 В, использующие разъём NEMA.
Национальная служба стандартов Ирландии (NSAI) выпустила Ирландский стандарт «I.S. 401 Safety Requirements for Rewireable 13A Fused Plugs for Normal and Rough Use Having Insulating Sleeves on Line and Neutral Pins», который по большей части похож на BS 1363. Любые значимые вилки, производимые или продаваемые в стране, должны соответствовать Ирландскому стандарту или эквивалентному стандарту члена Европейского союза, включающему в себя BS 1363.
Соединённое Королевство и некоторые из упомянутых стран также пользуются более старым стандартом BS 546 с круглыми штырями.
В некоторых странах континентальной Европы (например, Германии) система BS 1363 сегодня часто используется в низковольтных (12 В или 24 В) цепях постоянного тока в системах на солнечных батареях, потому, что она предоставляет легкодоступные разъёмы на большую силу тока с фиксированной полярностью, которые нельзя по ошибке подключить к высоковольтной системе Schuko и Europlug.

## Варианты
Некоторые производители сделали умышленно несовместимые варианты для использования в местах, где совместимость со стандартными вилками и розетками неприемлема. Примеры включают фильтрованные источники для компьютерного оборудования и розетки для уборщиц в публичных зданиях/местах (чтобы посетители не могли подключиться к ним). Наиболее распространённый вариант, сделанный компанией MK, имеет T-образный заземляющий контакт. Розетки, производимые MK, используют собственный метод открывания шторок, который, похоже, зависит от формы фазного и нейтрального контактов и не зависит от заземляющего контакта.
Вилка Walsall Gauge на 13 А использовалась компанией BBC для технического питания. Розетки для таких вилок можно увидеть на некоторых станциях Лондонского метро.

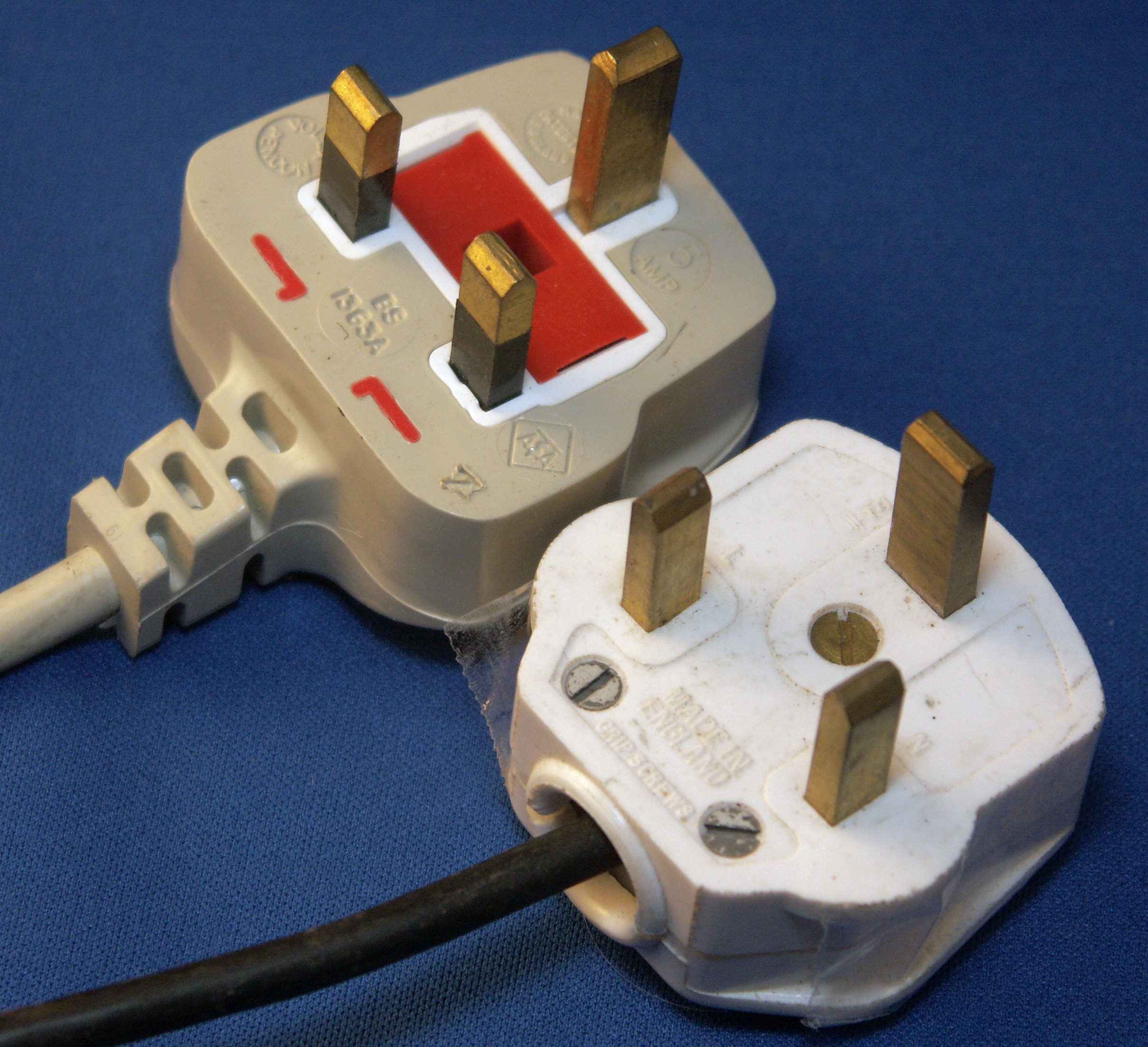
Вилка Walsall Gauge на 13 А (внизу) в сравнении с обычной вилкой BS 1363
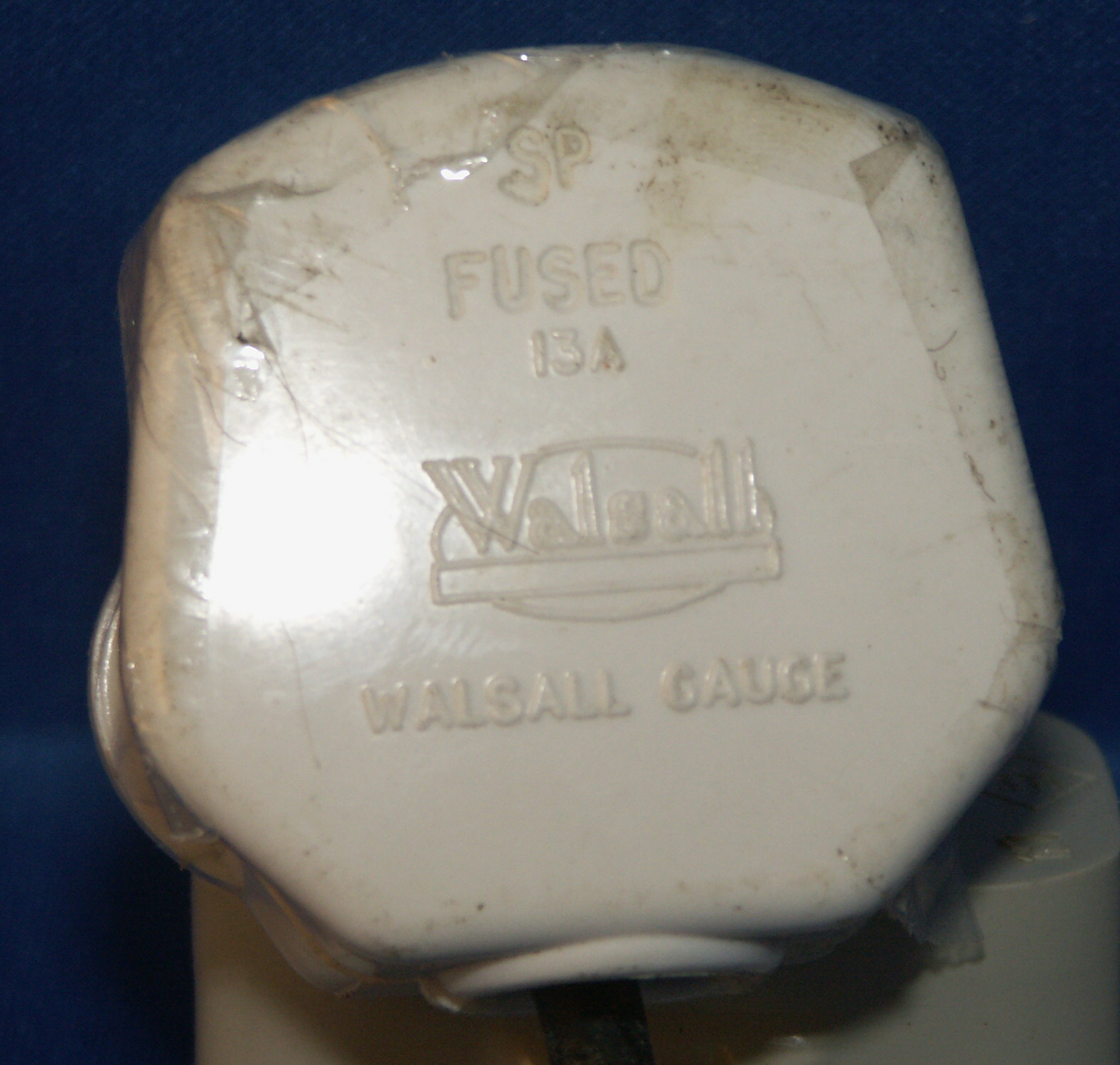
Вилка Walsall Gauge на 13 А
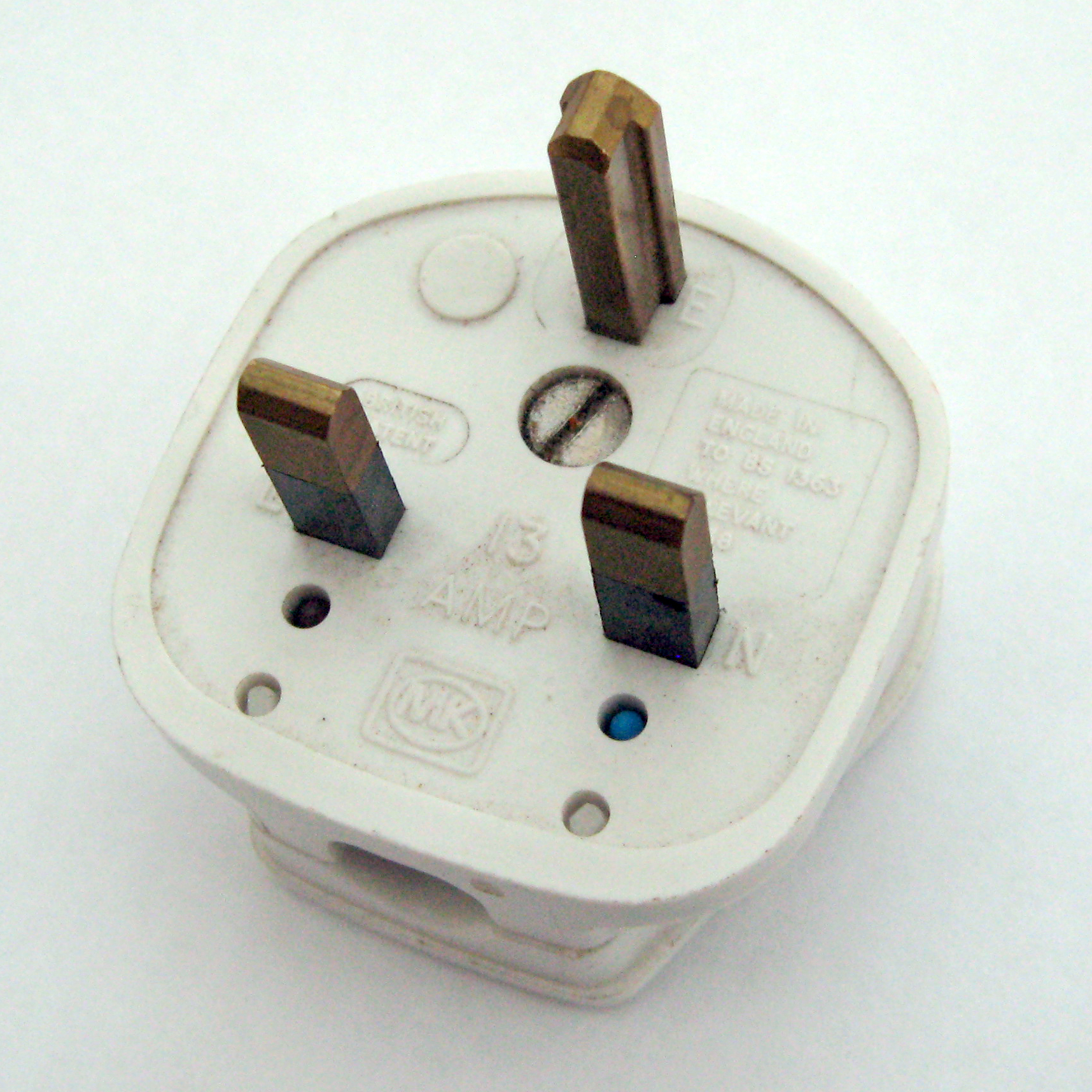
Вилка MK 13 А с T-образным заземляющим штырём

## Другие устройства в стандарте
BS 1363 определяет вилки и розетки на 13 А. Он также определяет следующие устройства:
- Переходники, позволяющие использовать две и более вилок в одной розетке.
- Соединительные устройства с выключателем и без, использующие те же предохранители BS 1362, что и вилки. Они являются стандартными средствами постоянного подключения устройств к розеткам (чаще всего к 30-амперной кольцевой проводке, но не всегда). Они также используются в других ситуациях, где нужен предохранитель и/или выключатель, например при питании освещения от розеточной цепи, для защиты отводов от кольцевой проводки при использовании более одной розетки и иногда для подключения отводов к труднодоступным розеткам, для кухонных приборов (для этого также иногда используются выключатели DP на 20 А, но так можно легко нарушить правило: количество отводов, не защищёных предохранителем, не более, чем количество розеток в кольце).